# Anke Eißmann
Anke Katrin Eißmann (* 1977 in Dillenburg) ist eine deutsche Illustratorin und Grafikdesignerin, die unter anderem durch ihre Illustrationen zu J.R.R. Tolkiens Fantasiewelt bekannt wurde. Sie hat an der Bauhaus-Universität in Weimar und dem Colchester Institute in Colchester (England) Visuelle Kommunikation studiert. Sie arbeitet hauptberuflich als Kunstlehrerin am Johanneum Gymnasium in Herborn.

## Arbeiten
Eißmanns erste Inspirationen leiteten sich aus den Werken J.R.R. Tolkiens, wie dem Silmarillion und dem Herrn der Ringe, ab. 2009 gab sie in einem Interview bekannt, dass ihre erste Begegnung mit Tolkiens Thematik der Zeichentrickfilm Der Herr der Ringe von Ralph Bakshi war, den sie 1991 zuerst sah. Daraufhin las sie das entsprechende Buch von Tolkien und begann sofort, gelesene Szenen zu illustrieren. Während des Studiums in Weimar veröffentlichte sie ihre Zeichnungen im Internet, was ihr Kontakt zu Künstlern wie Ted Nasmith verschaffte. Nach eigenen Aussagen wird Eißmann des Weiteren von "den Präraphaeliten, Buchillustratoren wie Arthur Rackham, Edmond Dulac, Ivan Bilibin und Alan Lee, Jugendstil, Künstler[n] wie Edward Hopper und Jan Vermeer" inspiriert.
Außer mit der Fiktion J.R.R Tolkiens befassen sich Eißmanns Werke hauptsächlich mit mythologischen und historischen Themen.

## Illustrationen
Anke Eißmanns Illustrationen lassen sich unter anderem in den folgenden deutsch- und englischsprachigen Büchern und Schriften finden:
- The Rejected Quarterly (Winter/Frühling 2004); Ein Literaturmagazin, das an den Universitäten der Ostküste der USA zirkuliert und sich mit Fiktion befasst, die von anderen Verlagen abgelehnt wurde.
- Johann Peter: Consommé Althusius. Gedichte für Herborn. Geschichtsverein Herborn, ISBN 978-3-9809981-3-0.
- Stefan Servos, Anja Arendt: Troja - Die Helden der Antike. Heel, 2004, ISBN 978-3-89880-320-5.
- Stefan Servos, Anja Arendt: Space View Special Helden der Antike: Alexander. Heel, 2004, ISBN 978-3-89880-397-7.
- Deutsche Tolkien Gesellschaft (Hrsg.): Der Flammifer von Westernis. ISSN 1437-6563.
- Naomi Novik: His Majesty's Dragon (Sonderausgabe). Subterranean Press, 2008, ISBN 978-1-59606-148-4.
- Naomi Novik: Throne of Jade (Sonderausgabe). Subterranean Press, 2008, ISBN 978-1-59606-208-5.[2]
- Friedl Hofbauer, Anna Melach: Griechische Sagen. G & G, Wien 2008, ISBN 978-3-7074-1063-1.
- J. S. Ryan: Tolkien's View: Windows into his world. Walking Tree Publishers, 2009, ISBN 978-3-905703-13-9.